# Bastidores (série de televisão)
Bastidores é uma série de televisão, composta por 50 episódios e exibida pela RTP1. Foi transmitida em ritmo de telenovela, com exibição de segunda a sexta-feira, depois do Telejornal, por volta das 21h, entre 11 de junho e 17 de agosto de 2001. É da autoria de Rui Vilhena.

## Sinopse
Bastidores gira em torno das relações numa produtora, onde está a ser gravada uma série de grande sucesso, Estranho Amor. A história retrata a vida quotidiana nos estúdios, as paixões, os conflitos, a batalha de egos, as intrigas, os encontros e desencontros e até onde as pessoas são capazes de ir por ganância, vaidade e... amor.

## Elenco
- João Lagarto - Carlos Abreu
- Fátima Belo - Fernanda Fonseca
- José Boavida - Marco Almeida
- Filipe Duarte - Afonso
- Adelaide Ferreira - Beatriz Carvalho
- Rita Lello - Marta
- Eurico Lopes - André Oliveira
- Helena Laureano - Isabel Bandeira
- Heitor Lourenço - Alberto Santiago
- Manuel Lourenço - Pedro Carvalho
- Teresa Madruga - Teresa Almeida
- Gonçalo Waddington - Hugo
- Susana Vitorino - Sílvia
- Fernando Pires - João Almeida
- Elsa Valentim - Raquel
- Núria Madruga - Lúcia
- Pedro Penim - Ricardo Carvalho
- Rita Fernandes - Sara
- Eric Santos - Raúl